# Chapelle du Chantelet de Vieux-Genappe
La chapelle du Chantelet est une chapelle de style baroque située à Vieux-Genappe, section de la ville belge de Genappe, en Brabant wallon.
Construite en 1661 pour satisfaire aux besoins pastoraux des catholiques éloignés de l'église paroissiale de Genappe, elle resta dans le domaine privé, fut rénovée à la fin du XXe siècle et classée en 2000 au patrimoine immobilier de Wallonie. 

## Localisation
La chapelle se dresse dans le voisinage immédiat de la ferme du Chantelet qui hébergea le maréchal Ney la nuit du 17 au 18 juin 1815, à la veille de la bataille de Waterloo. Chapelle et ferme se trouvent à environ 1 km à l'est de la Ferme du Caillou qui fut le dernier Quartier Général de Napoléon Ier.

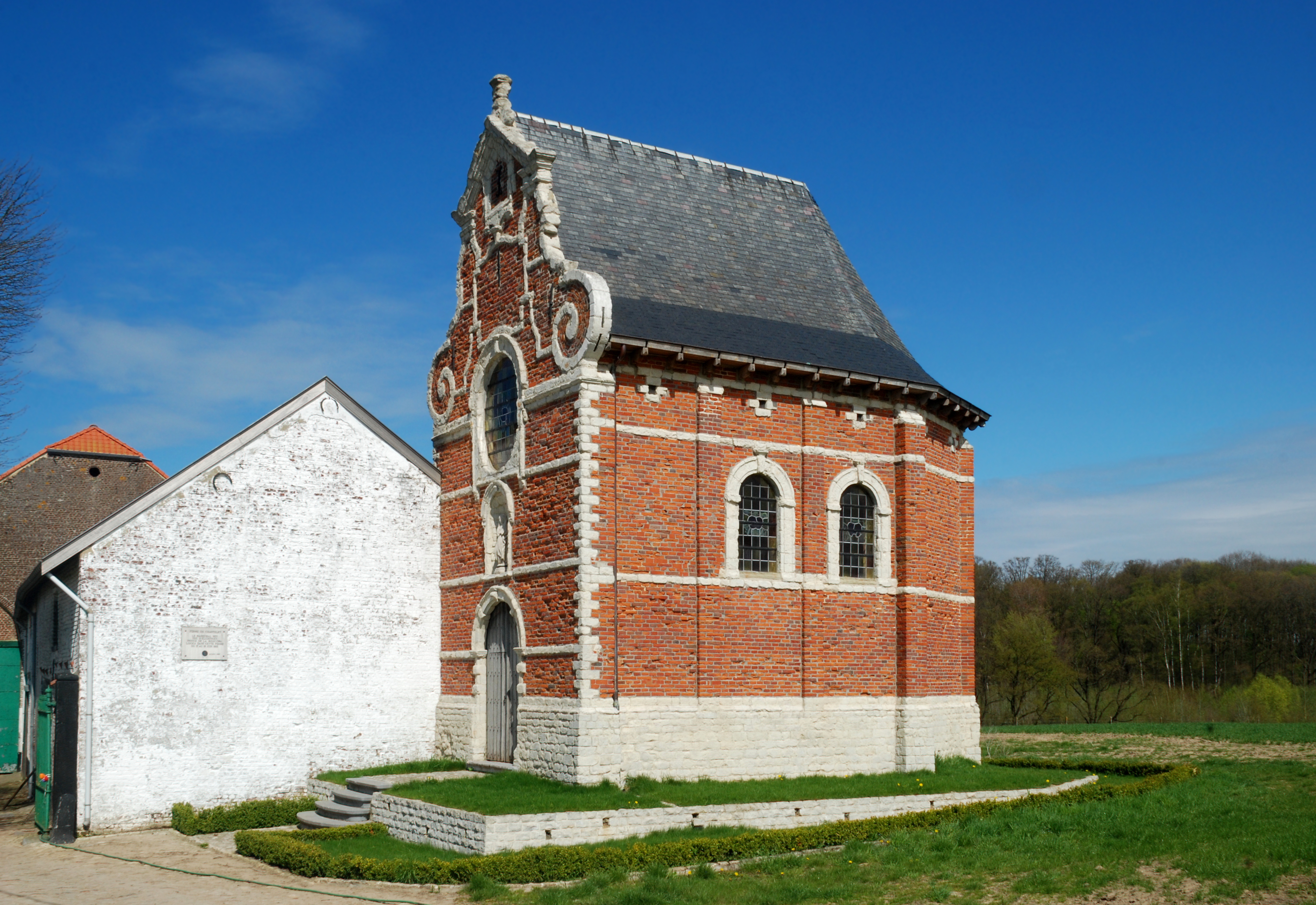
La chapelle près de l'entrée de la ferme du Chantelet.

## Historique
La chapelle est une fondation de la famille Ghoubault, installée là depuis 1612. Elle est érigée en 1661 afin de  permettre aux habitants des fermes avoisinantes, éloignés de leur église paroissiale, d'entendre la messe dominicale.
Devenue propriété de la famille Van Ham, industriels de Braine-l'Alleud, la chapelle se trouve dans un état lamentable au début du XXe siècle, inutilisée comme lieu de culte et devenue local de rangement pour instruments agricoles ou logement pour ouvriers saisonniers.
Elle passe en 1930 dans le patrimoine de Louis Solvay (1876-1952), neveu d'Ernest Solvay, qui la sauve de la ruine complète. Depuis 1941, la chapelle retrouve une nouvelle vie et est visitée de nombreux groupes de pèlerins. Elle est assurée d'un entretien régulier par la fille de Louis Solvay, Marie-Thérèse (1901-1987), et ses héritiers, la famille Ganshof van der Meersch.

## Statut patrimonial
Les façades, toitures et vitraux de la chapelle font l'objet d'un classement au titre des monuments historiques depuis le 20 mars 2000.

## Description
Précédée d'un escalier à quatre degrés, la chapelle se dresse sur un petit talus retenu par un muret de pierre, à droite de l'entrée de la ferme du Chantelet. Elle présente une belle bichromie grâce à la combinaison de la pierre calcaire blanche et de la brique rouge.

### La façade occidentale
Prenant appui sur un soubassement de pierre blanche, la façade occidentale de la chapelle présente deux registres séparés par une corniche moulurée en pierre blanche.
Le registre inférieur, rythmé par des bandeaux de pierre, présente une belle porte à encadrement en pierre blanche dont les piédroits harpés sont surmontés d'impostes saillantes à motif de gouttes qui supportent un arc en plein cintre mis en valeur par sa clé d'arc et ses claveaux au relief appuyé. La porte est surmontée d'une niche en pierre blanche abritant une statue de la Vierge sous arc en plein cintre bordé d'un larmier mouluré.
Un grand oculus ovale assure la transition entre le registre inférieur et le registre supérieur de la façade. Ce dernier est constitué d'un pignon à volutes composé de neuf panneaux de briques encadrés de pierre de taille et sommé d'un fronton triangulaire sans retour sous lequel est logé une niche à ancre en forme de X et arc en mitre.

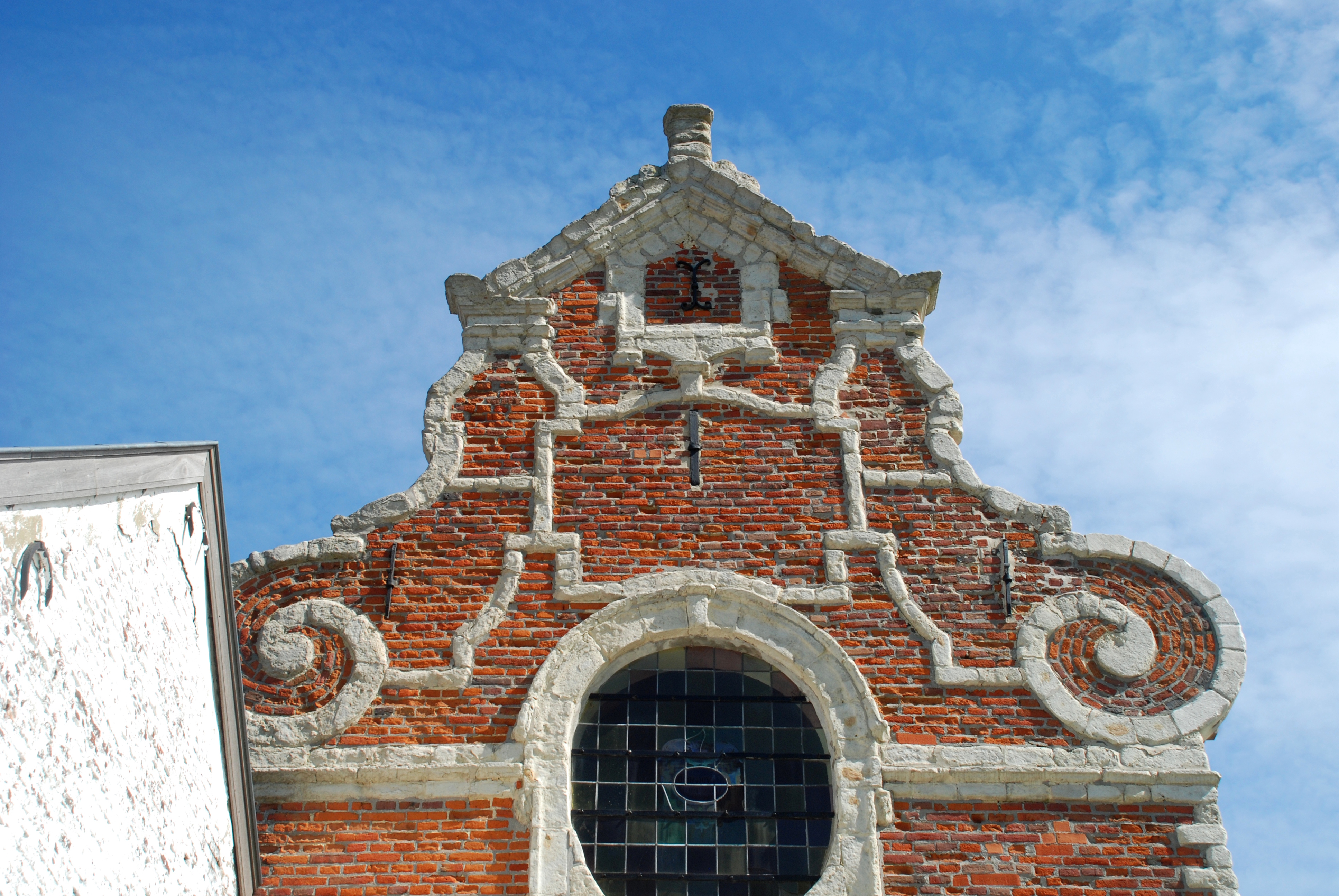
Le pignon.
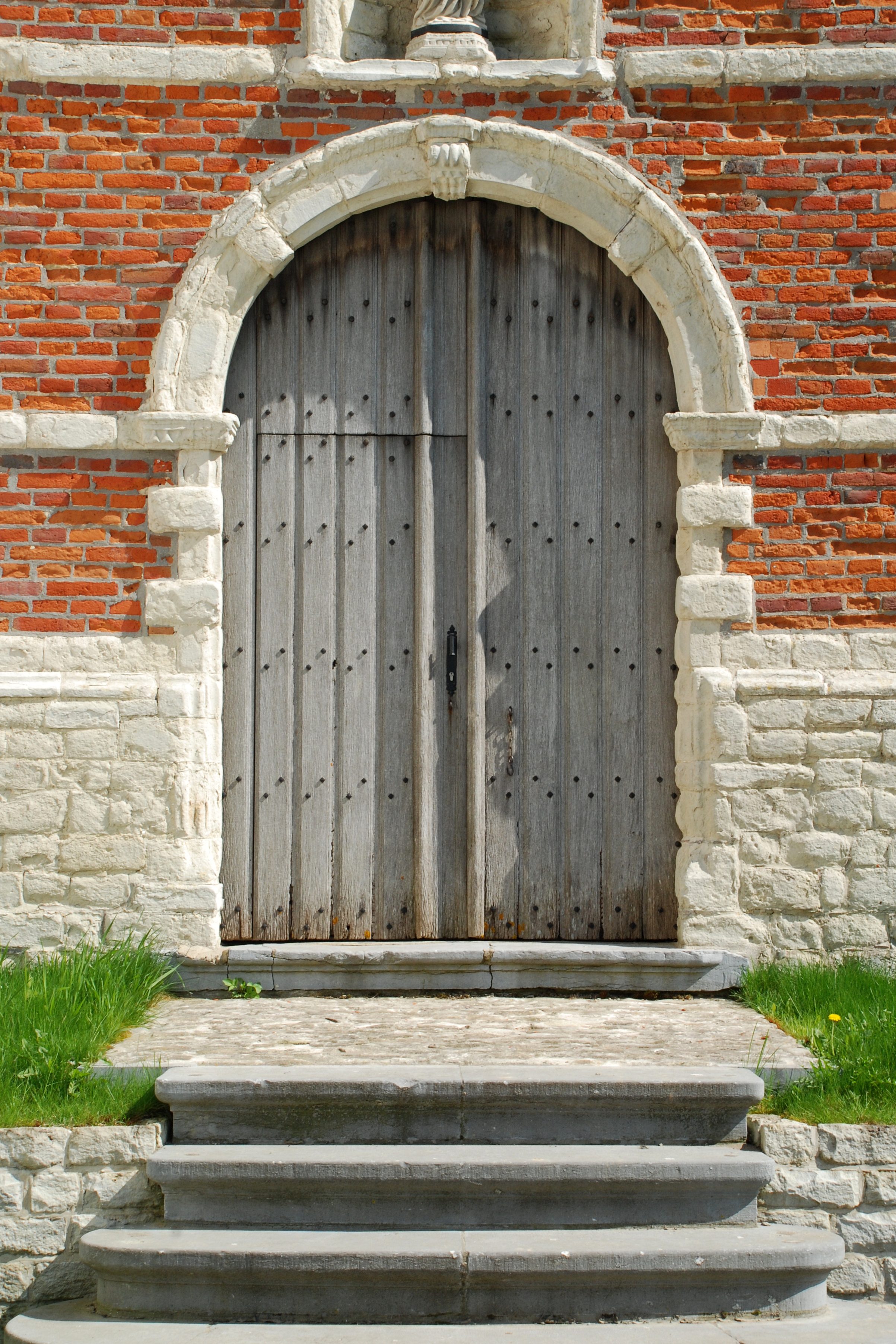
La porte.
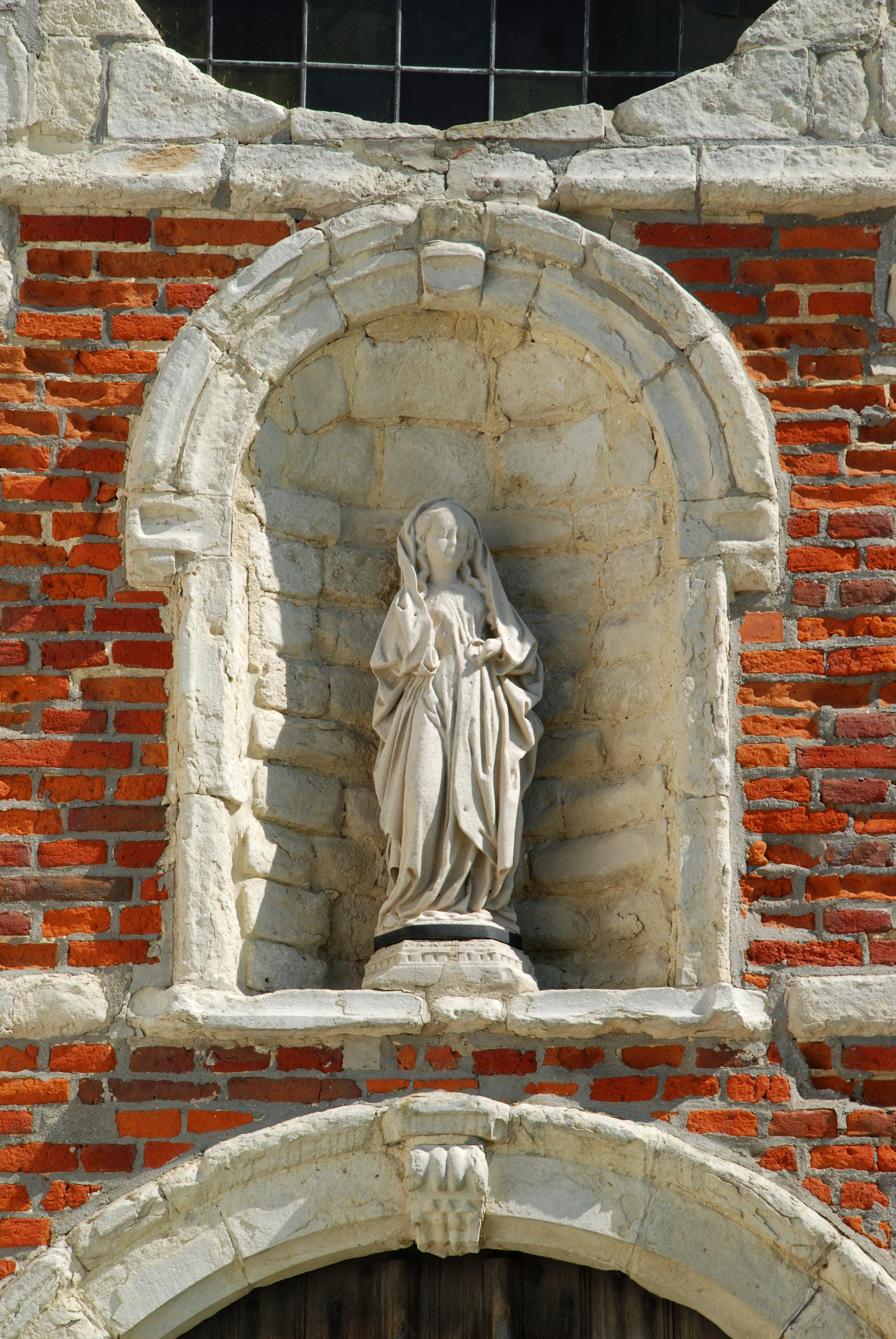
La statue de la Vierge.
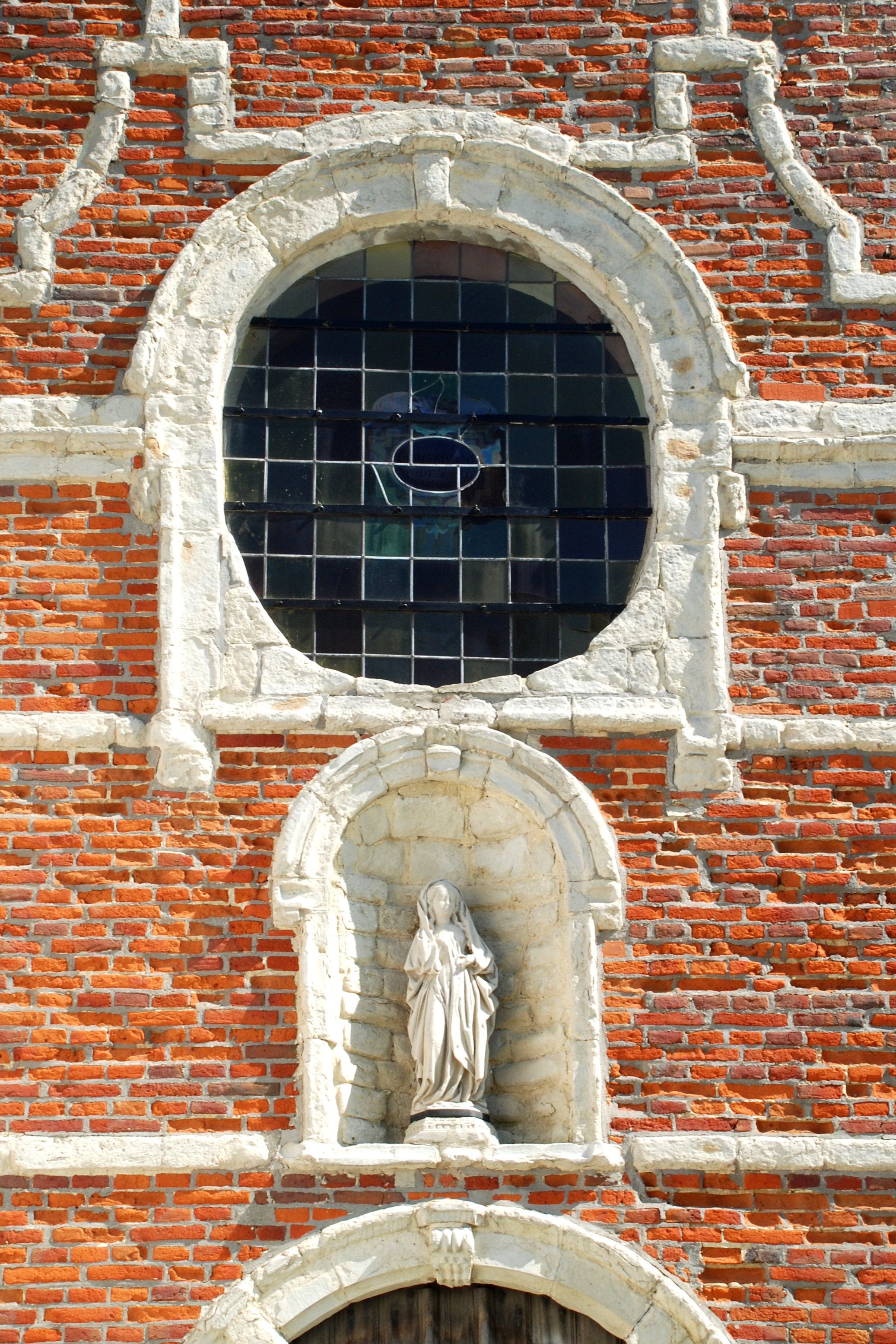
L'oculus et la statue de la Vierge.

### La façade méridionale
La façade méridionale présente trois travées également en briques sur soubassement de pierre blanche. Ces travées sont séparées par de fins contreforts en brique soutenant une corniche en pierre sous laquelle sont logés des trous de boulin à encadrement de pierre très décoratif.

### Le chevet
À l'est, la chapelle se termine par un chevet à trois pans non ajourés, cantonnés de puissants contreforts en brique et ornés de trous de boulin semblables à ceux des façades latérales.

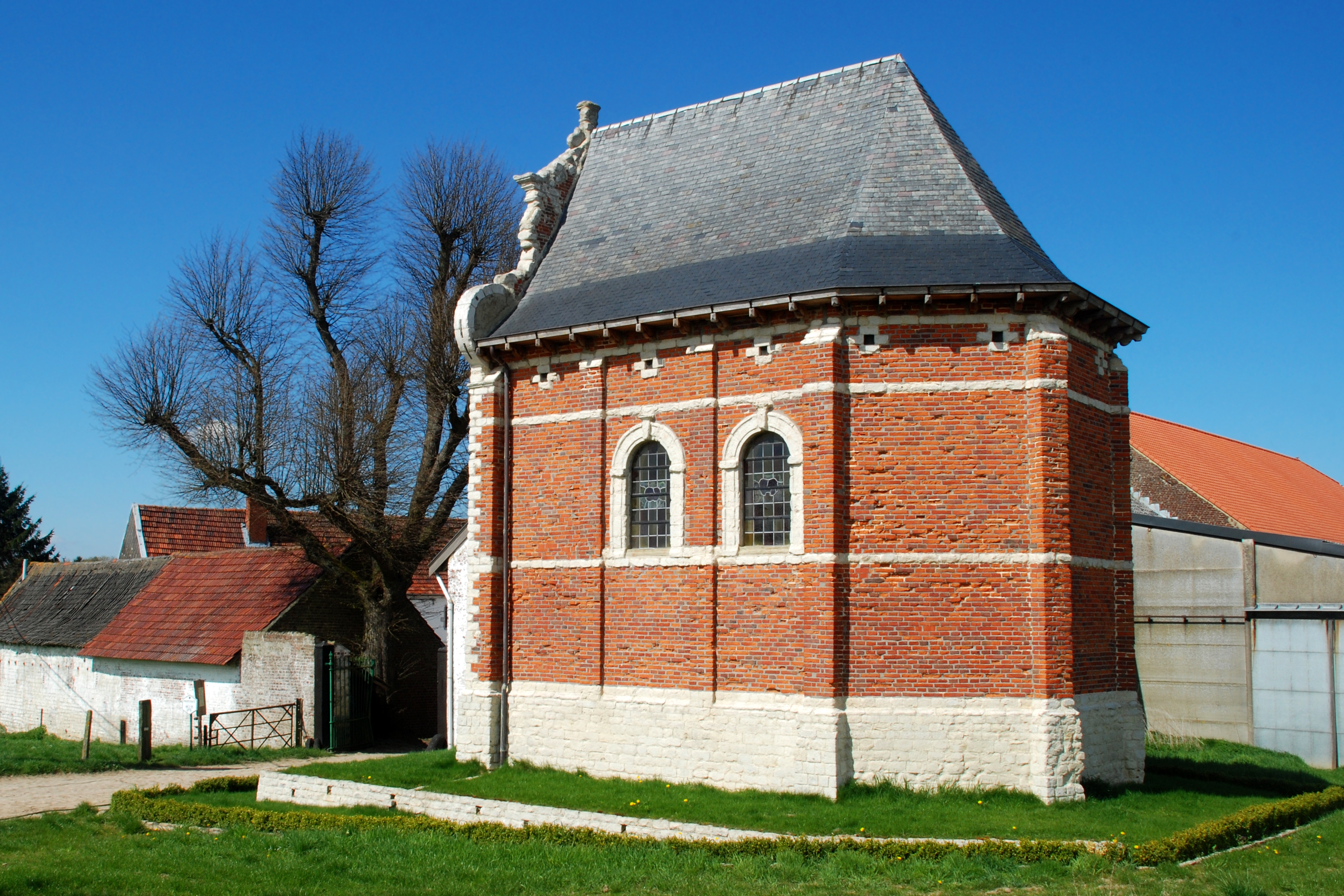
La façade méridionale et le chevet.